# Аркозелу (Вила-Нова-де-Гайа)
Аркозелу (порт. Arcozelo) — населённый пункт и район в Португалии, входит в округ Порту. Является составной частью муниципалитета Вила-Нова-де-Гайа. Находится в составе крупной городской агломерации Большой Порту. По старому административному делению входил в провинцию Дору-Литорал. Входит в экономико-статистический субрегион Большой Порту, который входит в Северный регион. Население составляет 12 393 человека на 2001 год. Занимает площадь 7,82 км².
Покровителем района считается Архангел Михаил (порт. São Miguel).